# Gdy rozum mówi nie
Gdy rozum mówi nie (Emily's Reasons Why Not, 2006) – amerykański serial telewizyjny nadawany przez stację ABC od 9 stycznia 2006 roku. W Polsce nadawany na kanale Polsat od 7 października 2007 roku. Stworzony przez Carrie Gerlach. Bazuje na powieści pt. "Emily's Reasons Why Not".

## Opis fabuły
Serial koncentruje się na Emily Sanders (Heather Graham), która tworzy poradniki dla kobiet. Problem w tym, że jej porady są skuteczne tylko dla innych. Sama nie potrafi się uporać ze swoimi problemami. 

## Obsada
- Heather Graham jako Emily Sanders
- Nadia Dajani jako Reilly
- Khary Payton jako Josh
- Smith Cho jako Glitter Cho
- James Patrick Stuart jako Midas O'Shea
- Michael Benyaer jako Aknad
- Mark Valley jako Reese Callahan

## Spis odcinków
| Światowa premiera | Polska premiera | N/o | Angielski tytuł                           |
| ----------------- | --------------- | --- | ----------------------------------------- |
|                   |                 |     |                                           |
| SERIA PIERWSZA    |                 |     |                                           |
|                   |                 |     |                                           |
| 09.01.2006        | 07.10.2007      | 01  | Pilot                                     |
|                   |                 |     |                                           |
| niewyemitowany    | 21.10.2007      | 02  | Why Not to Date Your Gynecologist         |
|                   |                 |     |                                           |
| niewyemitowany    | 04.11.2007      | 03  | Why Not To Cheat on Your Best Friend      |
|                   |                 |     |                                           |
| niewyemitowany    | 18.11.2007      | 04  | Why Not to Date a Twin                    |
|                   |                 |     |                                           |
| niewyemitowany    | 02.12.2007      | 05  | Why Not to Hire a Cute Male Assistant     |
|                   |                 |     |                                           |
| niewyemitowany    | 09.12.2007      | 06  | Why Not to Look at Bridal Magazines       |
|                   |                 |     |                                           |
| niewyemitowany    | niewyemitowany  | 07  | Why Not to Invite Your Vacation Date Home |
|                   |                 |     |                                           |